# تيري ريان (لاعب كرة مضرب)
تيري ريان (بالإنجليزية: Terry Ryan)‏ هو لاعب كرة مضرب جنوب أفريقي، ولد في 27 أبريل 1942 في جوهانسبرغ في جنوب أفريقيا.

## وصلات خارجية
- تيري ريان على موقع رابطة محترفي التنس (الإنجليزية)
- تيري ريان على موقع الاتحاد الدولي لكرة المضرب (الإنجليزية)
- تيري ريان على موقع بطولة ويمبلدون (الإنجليزية)
- تيري ريان على موقع خلاصة التنس.كوم (الإنجليزية)